# Dere virescens
Dere virescens är en skalbaggsart som beskrevs av Aurivillius 1924. Dere virescens ingår i släktet Dere och familjen långhorningar.
Artens utbredningsområde är Filippinerna. Inga underarter finns listade i Catalogue of Life.